# Lac Crowley
Pour les articles homonymes, voir Crowley.
Ne doit pas être confondu avec Crowley Lake (Californie).
Le lac Crowley (en anglais : Lake Crowley) est un lac de barrage dans l'État américain de Californie. Il est situé à une altitude de 2 063 m dans le comté de Mono.

## Colonnes

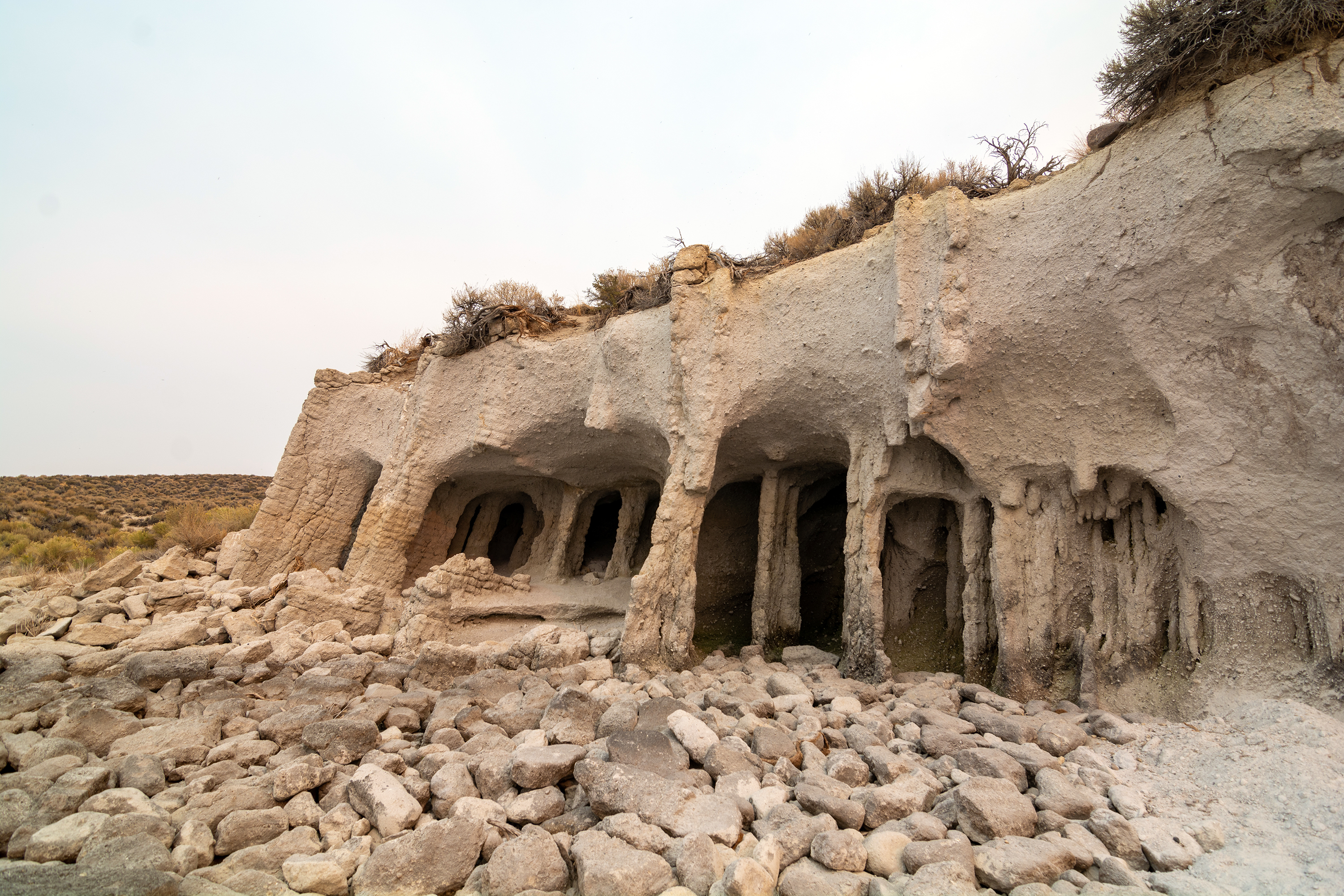
Colonnes du lac Crowley, octobre 2020.

Après l'achèvement du barrage en 1941, d'étranges colonnes, dont la hauteur atteint 6,1 m, ont été découvertes le long de la rive orientale. Ce sont des cylindres rocheux reliés au sommet par des arches, progressivement dégagés par l'action des vagues, qui ont érodé la roche plus malléable renfermant ces structures.
Les colonnes ont d'abord été considérées comme de simples bizarreries, mais en 2015, des géologues de l'université de Berkeley ont établi qu'elles résultaient de l'action d'eaux et de vapeurs issues de la fonte d'un manteau neigeux recouvert par des cendres volcaniques (déposées lors  d'une éruption catastrophique il y a plus de 760 000 ans). La neige étant piégée sous les cendres brûlantes, l'eau issue de sa fonte a été portée à ébullition et cette eau bouillante et la vapeur ont cherché à  s'échapper à  travers l'épaisse couche de cendres. Le phénomène a formé des cheminées qui se sont remplies de minéraux plus durs que la couche de cendres. C'est le dégagement de cette couche de cendres par les vagues du lac qui a révélé les colonnes minérales résultant de ce remplissage des cheminées.
Les chercheurs ont dénombré près de 5 000 colonnes dont la forme, la taille et l'aspect varient considérablement, dans une zone d'environ 1 600 hectares.